# پول دو گوندی
پول دو گوندی (به فرانسوی: Paul de Gondi, cardinal de Retz) نویسنده قرن هفدهم میلادی اهل فرانسه است.